# Heinrich Strack (der Jüngere)

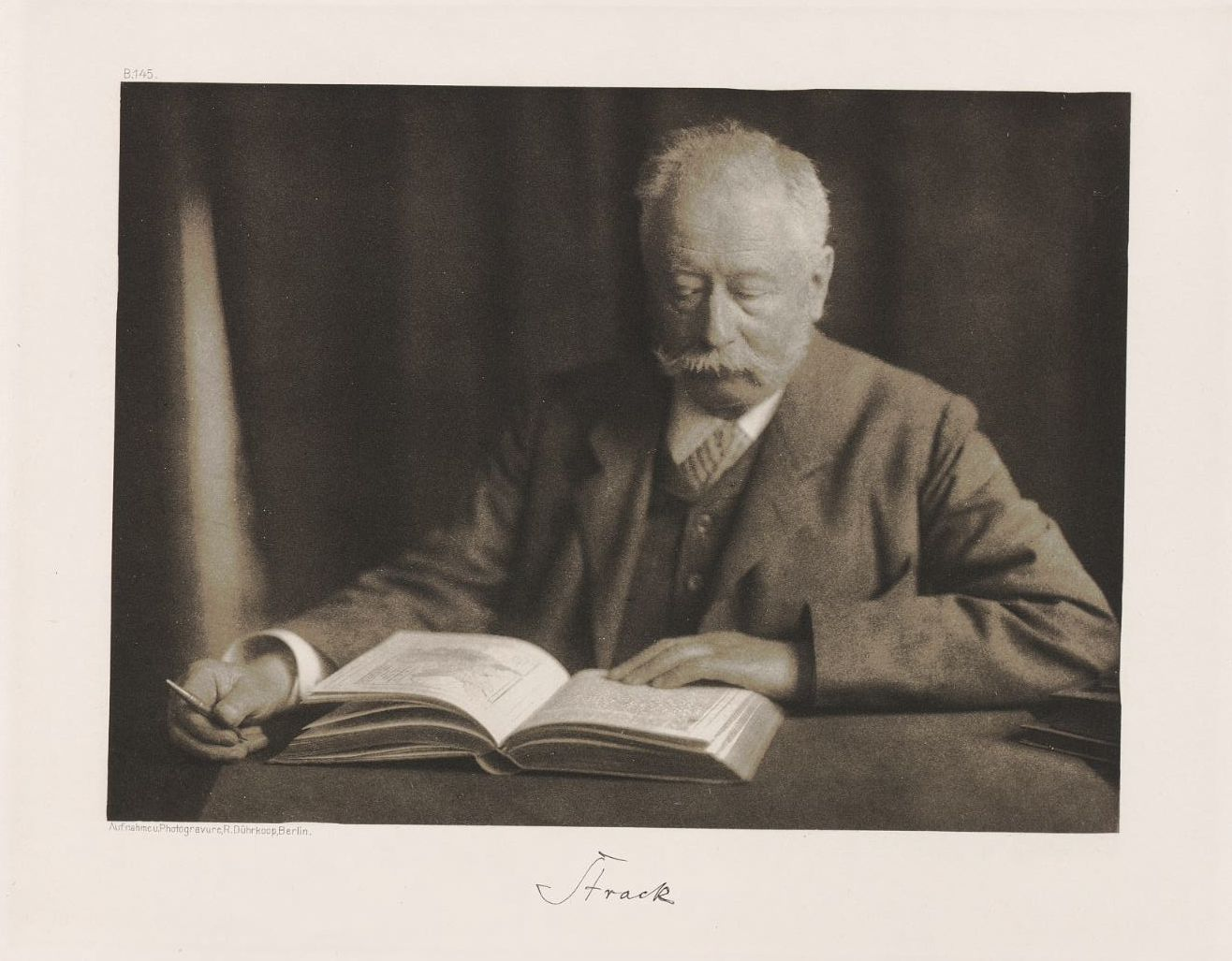
Heinrich Strack, 1907, Foto von Rudolf Dührkoop.

Heinrich Strack der Jüngere (* 4. Juni 1841 in Oldenburg; † 17. Dezember 1912 in Berlin-Grunewald) war ein deutscher Architekt und Dozent. 

## Leben
Heinrich Strack wurde als Sohn eines Architekten, vermutlich Heinrich Strack d. Ä. (1801–1880), und einer Tochter des Malers Johann Heinrich Wilhelm Tischbeins (1751–1829), des sog. Goethe-Tischbein, in Oldenburg geboren. Er wurde von dem Architekten Johann Heinrich Strack (1805–1880) adoptiert und erhielt bei diesem und an der Bauakademie in Berlin eine Ausbildung. 1872 wurde er Hilfslehrer, 1876 Lehrer an der Bauakademie und vermutlich 1877 Professor an der Königlichen Technischen Hochschule und der Königlichen Kunstschule Berlin. 1894–1896 war er Mitglied des Senats der Technischen Hochschule in Charlottenburg und wurde 1911 Dr. Ing. e. h. an der Technischen Hochschule in Danzig. Er war wenig praktisch tätig, sondern vorwiegend Lehrer und Fachschriftsteller.

## Bauten
- 1875–1879 Joachimsthalsches Gymnasium in Berlin-Wilmersdorf (mit L. Giersberg)
- 1881/82 Grabmal für Johann Heinrich Strack auf dem Dorotheenstädtischen Friedhof in Berlin (nach einem Vorentwurf von Johann Heinrich Strack, mit einer marmornen Bildnisbüste auf dem Postament von Alexander Calandrelli)

## Schriften
- 1882 Die Zentral- und Kuppelbauten der Renaissance in Italien
- 1889 Ziegelbauwerke des Mittelalters und der Renaissance in Italien
- 1891 Baudenkmäler des alten Rom